# Distrito de Cachicadán
El distrito de Cachicadán es uno de los ocho que conforman de la provincia de Santiago de Chuco, ubicada en el departamento de La Libertad, bajo la administración del Gobierno regional de La Libertad, en el norte del Perú.   
Desde el punto de vista jerárquico de la Iglesia católica, forma parte de la Arquidiócesis de Trujillo.

## Historia
Políticamente el distrito fue creado bajo la Ley del 3 de noviembre de 1900, en el gobierno del Presidente Eduardo López de Romaña.

## Geografía
Abarca una superficie de 266,5 kilómetros cuadrados y tiene una población estimada mayor a 6 000 habitantes. Se encuentra a 183 km de Trujillo, y a una altitud de 3 100 m aproximadamente sobre el nivel de mar. 
Está situado en un valle interandino rodeado mucha vegetación. Destaca en su relieve el cerro Botica.

## Autoridades

### Municipales
- 2023 - 2026[2]
  - Alcalde: Daniel Alberto De La Cruz Ruiz, de Fortaleza Perú.
  - Regidores:

  1. Santos Edinson García Villegas (Restauración Nacional)
  2. Nery Roberto Urtecho Loyola (Restauración Nacional)
  3. Ysabel Soledad Benites Miñano (Restauración Nacional)
  4. Yubitza Liseth Vásquez Yslado (Restauración Nacional)
  5. Heber Yván Burgos García (Alianza para el Progreso)

### Policiales
- Comisario:   PNP.

## Atractivos turísticos
Este distrito de la zona andina liberteña tiene grandes atractivos turísticos como lo son sus aguas termales que confluyen bajo su suelo así como también variedad de flora y fauna silvestre típica de esta forma de climas. Existen también en este distrito importantes restos arqueológicos como:
La ciudadela de Sagarbal: Sitio arqueológico compuesto de una ciudadela que se extiende por las laderas del cerro hasta la cima.
Las ventanas de Huallio: Centro ceremonial, situado al Noreste y a 2 horas de Cachicadán, su principal atracción son las "ventanillas" con cavidades talladas en las rocas de forma cuadrangular.
Las ventanillas de Paccha: Ubicadas en el flanco norte del Cerro Alto La Cueva, cerca al cementerio de Paccha, a 1:15 h de Cachicadán y a 3 370 m s. n. m. Poco se sabe de sus constructores y los fines de su excavación en la roca. El arqueólogo Ismael Pérez, la denomina "nichos funerarios", sin embargo, no se han encontrado restos humanos en ninguna de ellas. La probable función sería la de servir de urnas para colocar idolillos y ofrendas para los cerros más importantes de la región como son el Sagarball y Huayllio.

## Festividades
- San Martín de Porres